# Escherndorf
Escherndorf ist ein Gemeindeteil der Stadt Volkach im bayerischen Landkreis Kitzingen in Unterfranken. Bis zum freiwilligen Zusammenschluss mit Volkach am 1. Januar 1972 war Escherndorf eine selbstständige Gemeinde. Historisch gehörte der Ort bereits seit dem 17. Jahrhundert zum Amt Volkach, das Teil des Hochstifts Würzburg war. Anders als viele andere Gemeinden der Umgebung wechselte das Dorf nie den Herrscher, sondern war immer dem Fürstbischof von Würzburg unterstellt.
Aus Escherndorfs Lage an der Volkacher Mainschleife erklärt sich auch der Weinbau um das Dorf. Die klimatisch günstigen Südhänge, insbesondere die Weinberge am Escherndorfer Lump, führten zu einer Konzentration des Weinbaus. In der Vergangenheit war der Wein einzige Einnahmequelle für die Escherndorfer und somit Ursache für zeitweise großen Wohlstand, mitunter aber auch für Armut in der Gemeinde. Heute bildet der Wein- und Kulturtourismus ein weiteres wichtiges wirtschaftliches Standbein Escherndorfs.

## Geografische Lage

### Geografie und naturräumliche Lage
Escherndorf liegt im Westen des Volkacher Gemeindegebietes. Nördlich, getrennt durch den Main, befindet sich der Volkacher Ortsteil Elgersheim auf der Gemarkung von Fahr. Nordöstlich erhebt sich die Vogelsburg und der gleichnamige Volkacher Ortsteil. Im Westen geht die Gemarkung in die von Astheim über, das ebenfalls zu Volkach gehört. Südöstlich beginnt Nordheim am Main, der Main trennt die beiden Gemarkungen. Der Süden leitet zum Volkacher Ortsteil Köhler über, im Westen befindet sich Prosselsheim im Landkreis Würzburg.
Nächstgelegene, größere Städte sind Kitzingen, mit einer Distanz von etwa 14 Kilometern und Schweinfurt, das ungefähr 21 Kilometer entfernt ist. Die nächste Großstadt ist das 19 Kilometer entfernte Würzburg.
Naturräumlich liegt Escherndorf im Gebiet der Volkacher Mainschleife, die als Untereinheit zum Mittleren Maintal der Mainfränkischen Platten gezählt wird.
Das Dorf liegt in der Maingauklimazone, die zu den trockensten und wärmsten Klimazonen in Deutschland zählt. Das erklärt auch den Weinbau im Ort. Escherndorf liegt im südlichen Teil der Volkacher Mainschleife. Dort folgt der Main nicht dem charakteristischen Rundbogen der Flusskrümmung, sondern wendet sich südlich, so dass hier eine relativ breite Landfläche besteht. Um Escherndorf entstand der sogenannte (Mündungs-)Schuttkegel, der eine Ansiedlung von Menschen ermöglichte.

### Dorfgliederung

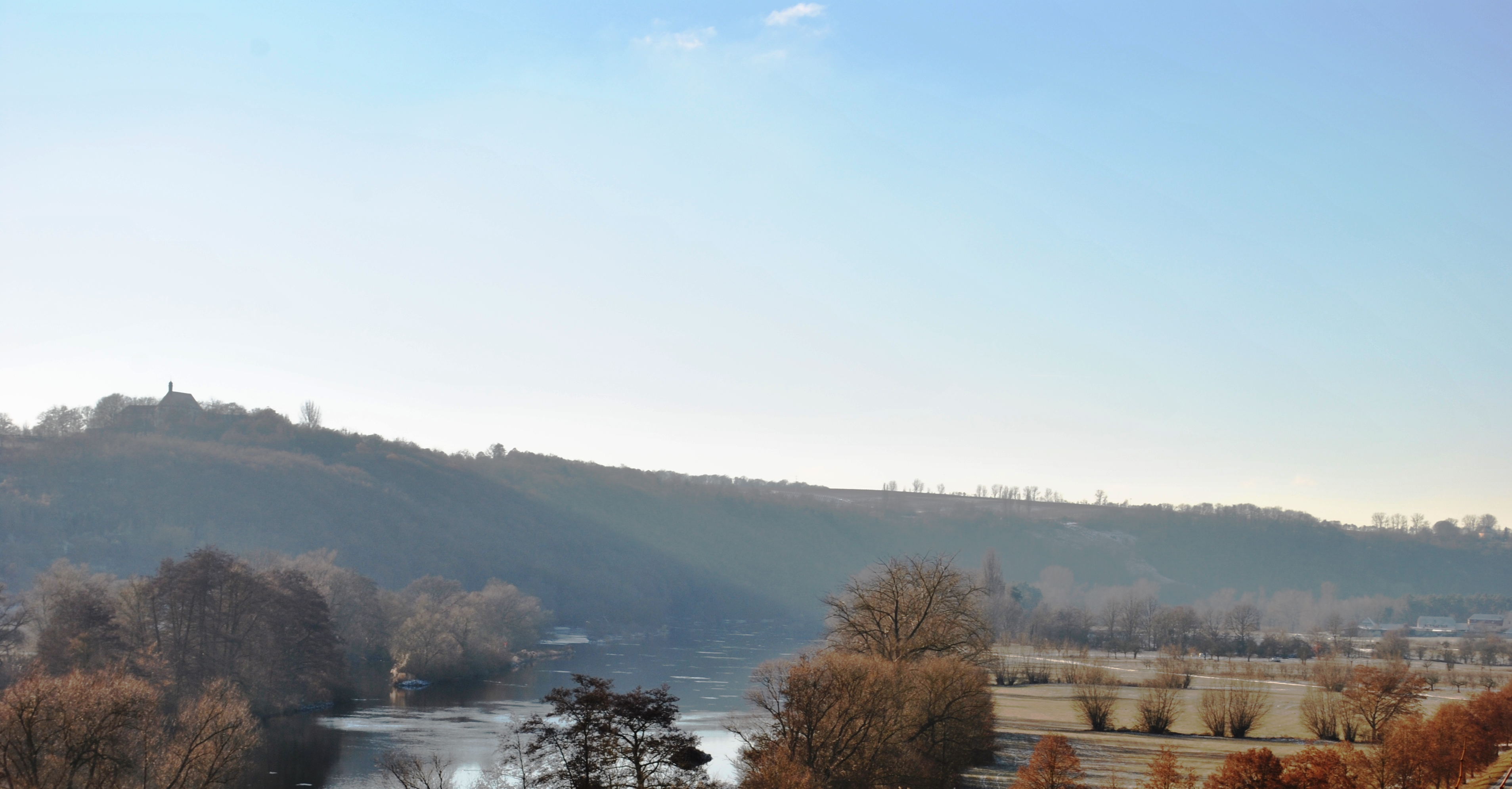
Das Naturschutzgebiet Mainhang an der Vogelsburg im Winter

Die Escherndorfer Gemarkung nimmt eine Fläche von 1,8 km² ein. Begrenzt wird sie auf zwei Seiten vom Main. Zwischen beiden Ufern befinden sich Erhebungen. Zentral liegt das zweizeilige Häckerstraßendorf, das sich entlang des Maines hinzieht. Im Mittelpunkt des Dorfes steht die Pfarrkirche oberhalb der zentralen Straßenkreuzung. Aufgrund des engen Tales bildete sich diese Siedlungssonderform heraus. Unklar ist die Lage einer sogenannten Ziegelhütte, die noch 1888 ein eigenständiger Ortsteil von Escherndorf war.
Das Tal öffnet sich in Richtung Main, dort entstand südlich der Kirche der Ortsfriedhof. In neuerer Zeit wurde dort ein Sportplatz gebaut. Im Westen des Dorfes befindet sich unmittelbar neben der bebauten Fläche das Gasthaus Mainaussicht als Aussiedlerhof. Nördlich der Kirche erhebt sich der Escherndorfer Berg mit einer Aussichtsplattform oberhalb der Weinberge, im Westen des Fürstenbergs. Das Naturschutzgebiet Mainhang an der Vogelsburg liegt im Norden der Gemarkung auf der Nordseite des Escherndorfer Berges. Ebenso ist das Schutzgebiet Alter Main bei Volkach südöstlich von Escherndorf zu finden.

## Geschichte

### Vor- und Frühgeschichte (bis 1316)
Anders als viele andere Gemeinden an der Mainschleife hat Escherndorf keine lange Siedlungsgeschichte. Zwar war die nahegelegene Vogelsburg bereits im Paläolithikum bewohnt, für Escherndorf selbst sind allerdings aus dieser Zeit keine Funde nachgewiesen. In der Bronzezeit, um 1500 v. Chr., errichteten die Bewohner auf dem Berg Befestigungsanlagen, die in späteren Jahrhunderten weiter verstärkt wurden.
Erst um 50 v. Chr. wird die Stelle, an der sich heute Escherndorf befindet, archäologisch fassbar. Man grub Gräber der Kelten aus, die damals wohl auf der Vogelsburg saßen. Sie wurden im Verlauf der Jahrhunderte von den eindringenden Thüringern verdrängt. Im fünften Jahrhundert folgten den thüringischen Stämmen die Franken nach, die an die Mainschleife vorstießen und dort erstmals staatsähnliche Verwaltungsstrukturen einrichteten. Auch führten sie das Christentum ein.
In unmittelbarer Nähe zu Escherndorf, in Prosselsheim und auf der Vogelsburg, entstanden zwei fränkische Königshöfe. Nun wurde wohl auch die Besiedlung des heutigen Dorfes vorangetrieben. Während die ältere Literatur davon ausgeht, dass das Dorf als Hintersassensiedlung für den Hof auf der Vogelsburg gegründet wurde, wird heute vermehrt die Nutzung als Übergangsstelle für den Königshof Prosselsheim angenommen. So lag das Dorf zu diesem Zeitpunkt wohl auf Nordheimer Gemarkung.
Mit den Franken kam auch der ursprünglich in Frankreich beheimatete Wein nach Escherndorf. Erstmals wurden die Reben im 7. oder 8. Jahrhundert an der Vogelsburg angebaut. Die spätere Escherndorfer Lage „Eulengrube“ wurde erstmals zur Zeit des Kaisers Ludwig des Frommen, zwischen 814 und 840, erwähnt. Obwohl also davon auszugehen ist, dass Escherndorf damals bereits existierte, ist das Dorf in den Urkunden des 10., 11., 12. und 13. Jahrhunderts nicht genannt.

### Hochstiftisches Dorf (bis 1540)
Die erste Erwähnung Escherndorfs erfolgte erst am 14. Juli 1316. Mit einer Urkunde verkaufte das Hochstift Würzburg, Escherndorf war Teil des Amtes Prosselsheim, einen Teil des Jahreszinses der „villa Escherichsdorf“ (Dorf Escherichsdorf) an den Adeligen Eberhard Fuchs von Dornheim. Wahrscheinlich war die Ansiedlung im Laufe des 13. Jahrhunderts von den Grafen zu Castell an das Hochstift gelangt. In der Umgebung war außerdem das Zisterzienserkloster Ebrach begütert gewesen.
In einer Urkunde aus dem Jahr 1340 taucht Escherndorf im Gesamturbar dieses Klosters auf. Auf den Weinbergen, die dem Kloster gehörten, wuchsen die Sorten „vinum frankonicum“ und „vinum hunicum“. Gleichzeitig etablierte sich im Laufe des 14. Jahrhunderts die Benediktinerabtei im nahen Münsterschwarzach als Grundherr an der Mainschleife. Neben der Dorfherrschaft in Nordheim, der Main war nun Gemarkungsgrenze, unterhielt sie bald auch einige Weinberge in Escherndorf.
Bis zum Jahr 1422 war auch die Beginenklause vom Volkacher Kirchberg dort begütert. Sie erhielt Zins auf Weingarten „an der steige“ von Fritz Roth von Escherndorf. Im Jahr 1443 erwarb die Kartause Astheim vom Abt Nikolaus von Münsterschwarzach einige Weinberge in den Bergen um den Ort. Noch 1434 und 1471 war das Kloster Ebrach im Dorf vertreten: Hans von Eger, Lehensmann der Abtei, lebte in Escherndorf.
Die Zersplitterung der Ansprüche auf das Dorf zog sich bis ins 16. Jahrhundert hin, obwohl die Dorfherrschaft zu jeder Zeit beim Fürstbischof in Würzburg lag. Noch 1534 war allerdings auch die Herrschaft Brandenburg in Escherndorf begütert und 1563 umfasste der Anteil des Klosters Ebrach elf Untertanen. Erst im Jahr 1540 wurde das Dorf „ganz würzburgisch“ und 58 Hausvorstände mussten dem Bischof den Treueid leisten.

### Während der Glaubenskriege (bis 1648)

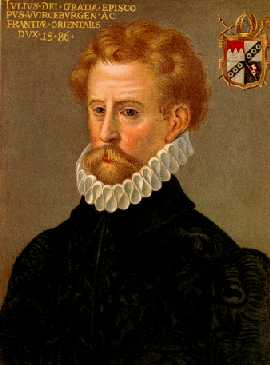
Der Fürstbischof Julius Echter von Mespelbrunn gründete die Pfarrei Escherndorf

Bereits um das Jahr 1520 war in Escherndorf ein kleines Gotteshaus entstanden, das als Filiale Teil der Pfarrei Prosselsheim wurde. In dieser Zeit entstand im Dorf die Holzskulptur des Winzerpatrons und Heiligen Urban, die heute im Museum für Franken ausgestellt ist. Im Jahr 1576 erwähnte ein Visitationsbericht des Landkapitels Dettelbach den Ungehorsam der Bevölkerung. Die Bewohner besuchten am Sonntag den evangelischen Gottesdienst in Obereisenheim, sogar der Schultheiß schloss sich ihnen an.
Dieser Umstand brachte den Würzburger Bischof Julius Echter von Mespelbrunn am Ende des Jahrhunderts dazu, die Gegenreformation in seinem Herrschaftsbereich zu forcieren. Zwischen 1596 und 1604 wurde Escherndorf zu einer eigenständigen, katholischen Pfarrei erhoben, eine neue Kirchenordnung erlassen und die Kirche neu errichtet. Dadurch festigte der Bischof den alten Glauben im Dorf und Escherndorf war zu Beginn des 17. Jahrhunderts wieder katholisch geworden.
Noch vor dem Ausbruch des Dreißigjährigen Krieges hatten sich die klimatischen Bedingungen an der Mainschleife dramatisch verschlechtert. Die Kleine Eiszeit führte zu einem großen Niedergang des Weinbaus. Das Escherndorfer Gericht führte deshalb im 17. Jahrhundert harte Strafen für Traubendiebstähle ein. Das Entwenden eines „Hut[es] voll Treublein“ zog eine empfindliche Geldstrafe oder sogar eine Turmstrafe nach sich.
Im Jahr 1631 eroberten die protestantischen Schweden Würzburg und kamen bald auch nach Escherndorf. Am 13. Oktober erreichte der Quartiermeister Claus Zobel den Ort und verkündete den Escherndorfern eine am nächsten Tag durchgeführte Einquartierung. Bei der Ankunft der schwedischen Soldaten am 14. Oktober wurde ein Mann erschossen, die restlichen Einwohner verjagte man über den Main ins nahe Nordheim. Sie konnten lediglich bei Zahlung einer Salva Guardia (Schutzbrief) zurückkehren.
Im November 1633 setzten die neuen Machthaber den Kitzinger Pfarrer Nikolaus Polichius ein, der evangelischen Gottesdienst in der Pfarrkirche hielt. Die Escherndorfer Winzer sollten den Schweden außerdem mehrere Pferde liefern, die allerdings nicht aufzutreiben waren, weil das Dorf ausschließlich vom Weinbau lebte. Kurz vor der Vertreibung der Schweden wurde den Dorfbewohnern 1634 das sogenannte Rekrutengeld abgepresst.
Die schwedischen Soldaten und die ihnen nachfolgenden Armeen der Kaiserlichen begannen auch die Bewohner als Soldaten anzuwerben. So starb im Jahr 1634 Jakob Stang aus Escherndorf an einer Schusswunde im Raum Nürnberg. In diesen Kriegszeiten hatte auch die Pest einen Höhepunkt. Zwischen 1630 und 1637 starben 255 Escherndorfer an der Krankheit. Ein Jahr später, 1638, wurde die Magd des Pfarrers der Hexerei bezichtigt und aus dem „Dorff Eschersdorff gebotten“, also verbannt.

### Blüte des Weinbaues (bis 1803)
Nach dem Ende des Krieges 1648 ging auch für Escherndorf eine schwere Epoche zu Ende. Noch 1684 waren allerdings die Auswirkungen der Kleinen Eiszeit zu spüren, als durch „Kißel wedder“ ein großer Schaden an den Weinbergen entstand. Zur gleichen Zeit verschärfte man die Strafen, die auf den Verkauf von Erde standen. Die steilen Hanglagen verloren bei Regen ständig Substanz und mussten neu aufgeschüttet werden.
Die Verwaltung von Escherndorf wurde im Jahr 1698 verändert. War bisher das hochstiftische Amt Prosselsheim für die Gemeinde zuständig gewesen, kam das Häckerdorf nun zum Amt Volkach. Im 18. Jahrhundert stabilisierten sich die klimatischen Bedingungen in der Region langsam wieder und für Escherndorf begann eine Blütephase. Der Weinbau florierte und brachte im Laufe des Jahrhunderts großen Wohlstand in den Weinbauort.
Zur Weinlese reisten viele Tagelöhner aus der näheren und weiteren Umgebung nach Escherndorf, um in den Weinbergen zu arbeiten. Im Jahr 1796 beschrieb Johann Kaspar Bundschuh in seinem Lexikon das Dorf Escherndorf und verlieh den dort angebauten Weinen das Prädikat „vorzüglich“. Ein Jahr später, 1797, brach die Viehseuche aus und dezimierte die wenigen Tiere, die ausschließlich für die Dungbereitung gehalten wurden, weiter.

### In Bayern (bis heute)
Nach der durch Napoleon angestoßenen Säkularisation der geistlichen Fürstentümer wurde im Jahr 1803 das Hochstift Würzburg aufgelöst und Escherndorf Teil des größer gewordenen Kurpfalzbayern. Es folgte eine Zwischenzeit von 1806 bis 1814, als das Großherzogtum Würzburg bestand, von dem Escherndorf ein Teil war. Mit dem Wiener Kongress kam die Region Mainfranken ans inzwischen zum Königreich aufgestiegene Bayern und das Dorf wurde endgültig bayerische Ruralgemeinde.

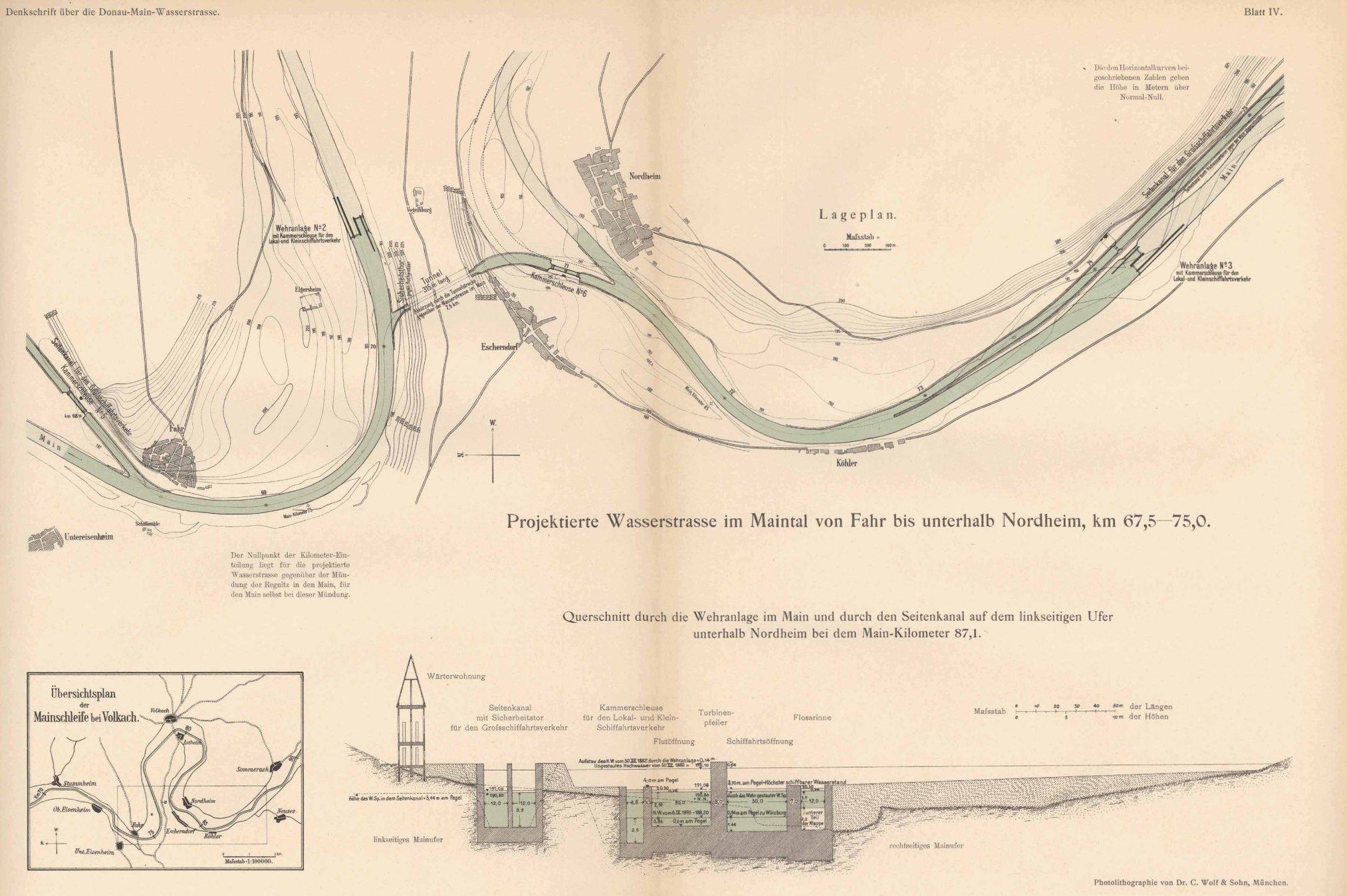
Die ursprünglichen Pläne zur Überwindung der Mainschleife sahen einen Tunnel durch den Escherndorfer Berg vor

Zu Beginn des 19. Jahrhunderts etablierte sich erstmals der Fremdenverkehr an der Mainschleife. Die Vogelsburg, seit 1803 Teil der Escherndorfer Gemarkung, wurde der Sammelpunkt der Gäste, die aus Schweinfurt, Würzburg und Nürnberg anreisten. Am 4. Juni 1848 wurden die Escherndorfer Häcker von den Reallasten aus der Feudalgesellschaft befreit und bewirtschafteten ihre Weinberge fortan als private Winzer. Der Wein wurde inzwischen bis nach Leipzig und Berlin exportiert.
Die Krise des Weinbaues, die in der Mitte des 19. Jahrhunderts durch das Auftreten der Reblaus ausgelöst wurde, ging an Escherndorf fast spurlos vorbei. Die Winzer waren vom Relief der auf den steilen Prallhängen angelegten Weinberge abhängig, die Landschaft ermöglichte keine andere Form der Landwirtschaft. Durch ihr Fachwissen konnten sie Schlimmeres verhindern, der Wein gedieh in den steilen Spitzenlagen der Escherndorfer Berge weiterhin gut. Die Gemeindeplätze am Main wurden mit Obstbäumen bepflanzt und ergänzten die Erzeugnisse des Dorfes.
Inzwischen plante die bayerische Regierung eine extreme Veränderung durchzusetzen: Die engen Windungen der Mainschleife waren zu einem Problem für die Schifffahrt geworden und man plante deshalb, die Berge zu untergraben. Ein Schiffstunnel durch den Escherndorfer Berg sollte den Verkehr fördern. Letztlich wurde diese Idee nicht umgesetzt. 1909 erhielt Escherndorf einen eigenen Haltepunkt an der neuen Mainschleifenbahn, was den Ausflugsverkehr weiter förderte.
Im Jahr 1912 gründete sich in Escherndorf die Winzergenossenschaft, sie erhielt im Jahr 1934 mit dem Gasthof zur Krone ein eigenes genossenschaftliches Anwesen. Ein Jahr später, 1913, erhielt der Ort erstmals elektrisches Licht, begleitet von Protesten der Bevölkerung. Im Ersten Weltkrieg starben insgesamt 21 Escherndorfer. Die Heimkehrenden wurden mit einem Rückkehrfest am 8. Januar 1919 empfangen.
Während des Zweiten Weltkrieges blieb Escherndorf von Luftangriffen verschont und wurde deshalb mit vielen Evakuierten aus Würzburg und dem Rheinland belegt. In den letzten Tagen des Krieges rückte ein Infanterieregiment der Amerikaner von Prosselsheim kommend nach Escherndorf vor. Das Dorf wurde kampflos übergeben. Ihr Vormarsch war durch die Sprengung der Volkacher Brücke kurz aufgehalten worden und die Amerikaner bezogen in insgesamt 20 Privathäusern Quartier. Wenige Tage später zog das Regiment nach Nordheim weiter. 19 Escherndorfer fielen auf den Schlachtfeldern in Europa.
Nach dem Krieg war der Fremdenverkehr wichtigste Einnahmequelle der Escherndorfer geworden. Mit der Errichtung des Mainkanals Volkach-Gerlachshausen spielte am neuentstandenen „Altmain“ die Schifffahrt keine Rolle mehr. Im Jahr 1971 trat die Winzergenossenschaft Escherndorf der Winzergemeinschaft Franken in Repperndorf bei. Am 1. Januar 1972 verlor die Gemeinde mit der Eingemeindung in die Stadt Volkach ihre Selbstständigkeit.

### Ortsname
Die Herkunft des Namens Escherndorf war lange Zeit ungeklärt. Wahrscheinlich geht der Name auf das Volkacher Geschlecht Escherich zurück, das im 14. Jahrhundert im Dienst der Grafen zu Castell stand. Der Volkacher Schultheiß Fritz Escherich floh im Jahr 1436 aus der Stadt und siedelte sich eventuell in Escherndorf an. Wie das Dorf unterhalb der Vogelsburg in den Jahrhunderten zuvor genannt wurde, ist nicht bekannt. Die Siedlung selbst ist nämlich viel älter.
Die Endung -dorf verweist auf einen Ausbau unter den fränkischen Karolingern, die im 8. und 9. Jahrhundert das Gebiet an der Mainschleife erschlossen. Der Name war im Laufe der Jahrhundert mehreren Änderungen unterworfen. So wurde das Dorf 1316 „villa Escherichsdorf“, 1422 „eschersdorff“ genannt. Im Jahr 1498 erwähnte man „Escherichsdorf“, während noch 1638 „Dorff Eschersdorff“ in den Quellen auftauchte.

### Verwaltung und Gerichte
| Die folgenden Verwaltungseinheiten waren der Gemeinde Escherndorf übergeordnet. - bis 1698: Amt Prosselsheim im Hochstift Würzburg - bis 1803: Amt Volkach im Hochstift Würzburg - bis 1862: Landgericht älterer Ordnung Volkach im Untermainkreis, ab 1837 Unterfranken - bis 1872: Bezirksamt Volkach in Unterfranken - bis 1972: Bezirksamt Gerolzhofen, ab 1939 Landkreis Gerolzhofen in Unterfranken - ab 1972: Ortsteil der Stadt Volkach, Landkreis Kitzingen, Unterfranken |  | Gerichtlich unterstand Escherndorf folgenden Instanzen. - bis 1803: Zentgericht Prosselsheim im Hochstift Würzburg - bis 1862: Landgericht älterer Ordnung Volkach - bis 1879: Landgericht Volkach - bis 1966: Amtsgericht Volkach im Landgerichtsbezirk Schweinfurt - bis 1972: Amtsgericht Gerolzhofen im Landgerichtsbezirk Schweinfurt - ab 1972: Amtsgericht Kitzingen im Landgerichtsbezirk Schweinfurt |  |

### Wappen
| Wappen von Escherndorf | Blasonierung: „Geteilt; oben in Blau wachsend der heilige Johannes Baptist mit goldener Gloriole, in der Rechten ein braunes Kreuz mit einem goldenen Band, in der Linken ein goldenes, rechtsgewandtes Lamm auf einem Buch; unten in silber zwei Medaillons, rechts in Rot drei silberne Spitzen, links in braun ein goldenes Kreuz.“                                                      |
| Wappen von Escherndorf | Wappenbegründung: Das Wappen verweist auf die Geschichte des Dorfes. Der heilige Johannes ist der Kirchenpatron des Dorfes, seine Attribute kennzeichnen den Heiligen. Er war als Patron der Winzer für die Wurzelbildung der Rebstöcke verantwortlich. Das Medaillon mit dem Wappen des Hochstifts Würzburg, dem Fränkischen Rechen, geht auf die historische Zugehörigkeit des Ortes ein. |

## Politik

### Vom Bürgermeister zum Ortssprecher
Im Jahr 1647 tauchte für Escherndorf erstmals die Bezeichnung „Schultheiß, Bürgermeister, Gericht und ganze Gemein zu Escherndorf“ auf. Zu diesem Zeitpunkt wählte die Dorfbevölkerung einen Oberbürgermeister und einen Unterbürgermeister. Der Oberbürgermeister war Teil des Dorfgerichts, hatte allerdings ansonsten keinerlei Befugnisse, sondern repräsentierte die Gemeinde lediglich gegenüber den Weisungen der Obrigkeit, also dem Schultheißen des Fürstbischofs von Würzburg.
| Johann Kaspar Borst | um 1849            | auch Abgeordneter im Bayerischen Landtag                             |
| Josef Fröhlich      | 1881–nach 1896     | Beigeordneter Adam Schraut                                           |
| Hermann Schliemann  | 1912–nach 1930     | Ökonomierat, ab 1900 Gemeinderat, Zweiter Bürgermeister Alfred Sauer |
| Alfred Sauer        | 1933–1945          | Erste Amtszeit, von den Nationalsozialisten eingesetzt               |
| Julius Römmelt      | 1945–nach 1947     | Winzer, Zweiter Bürgermeister Heinrich Flammersberger                |
| Alfred Sauer        | vor 1955–nach 1959 | Zweite Amtszeit, Zweiter Bürgermeister Alfred Schliemann             |
| Severin Borst       | –1972              | Zweiter Bürgermeister Adolf Sauer                                    |

Am 1. Januar 1972 wurde Escherndorf zusammen mit Astheim in die Stadt Volkach eingemeindet. Das Ortsrecht blieb allerdings noch bis zum 31. Dezember 1972 in Kraft. Die beiden Bürgermeister Severin Borst und Adolf Sauer wurden Gemeinderäte im Stadtrat von Volkach. Die letzten Gemeinderäte Hubert Schlier, Arthur Blendel, Alfons Römmelt, Gebhard Sauer und Manfred Fröhlich verloren ihre Ämter.
Vorausgegangen waren der Eingemeindung Verhandlungen. So sollte der Escherndorfer Kindergarten auch nach dem Ende der Selbstständigkeit fortbestehen, ebenso sollte der Ausbau der Ortskanalisierung, der Straßenbeleuchtung und der Verbindungsstraße nach Astheim vorangetrieben werden. Weiter blieb die Ortsrufanlage bestehen und Escherndorf erhielt einen neuen Werbeprospekt. 2012 wurde das alte Escherndorfer Rathaus abgerissen. Heute vertritt Herbert Römmelt Escherndorf im Volkacher Stadtrat.

### Einwohnerentwicklung
Erstmals aufgezeichnet wurde die Einwohnerzahl von Escherndorf im Jahr 1796. Es ist allerdings davon auszugehen, dass während des Mittelalters bereits ähnlich viele Menschen im Dorf lebten. Während des 19. Jahrhunderts wuchs die Zahl weiter an und überschritt zeitweise 400 Personen. Das 20. Jahrhundert brachte einen leichten Bevölkerungsrückgang, ehe durch die großen Flüchtlingsströme nach dem Zweiten Weltkrieg 1950 das Allzeithoch von 569 Einwohnern eintrat. Nach der Eingemeindung nach Volkach nahm die Einwohnerzahl wiederum ab.
| Jahr | Einwohner | Jahr | Einwohner | Jahr | Einwohner |
| ---- | --------- | ---- | --------- | ---- | --------- |
| 1796 | 365       | 1888 | 416       | 1950 | 569       |
| 1852 | 412       | 1904 | 392       | 1961 | 455       |
| 1867 | 396       | 1925 | 393       | 1972 | 429       |
| 1875 | 416       | 1939 | 387       | 1987 | 375       |

## Kultur und Sehenswürdigkeiten

### Baudenkmäler

#### Ensemble Ortskern Escherndorf
Das Weinbauerndorf erstreckt sich entlang der mainparallelen Hauptstraße. An der Kreuzung der Zufahrtswege zur Fähre und zur Straße nach Volkach in der Dorfmitte steht die Pfarrkirche. Die Wohnhäuser der Winzerhöfe sind zum größten Teil giebelseitig gestellt. Sie stammen aus dem 19. Jahrhundert oder sind erneuert, einige Bauten gehen auf das 17. und 18. Jahrhundert zurück.

#### Johanneskirche und Kreuzigungsgruppe

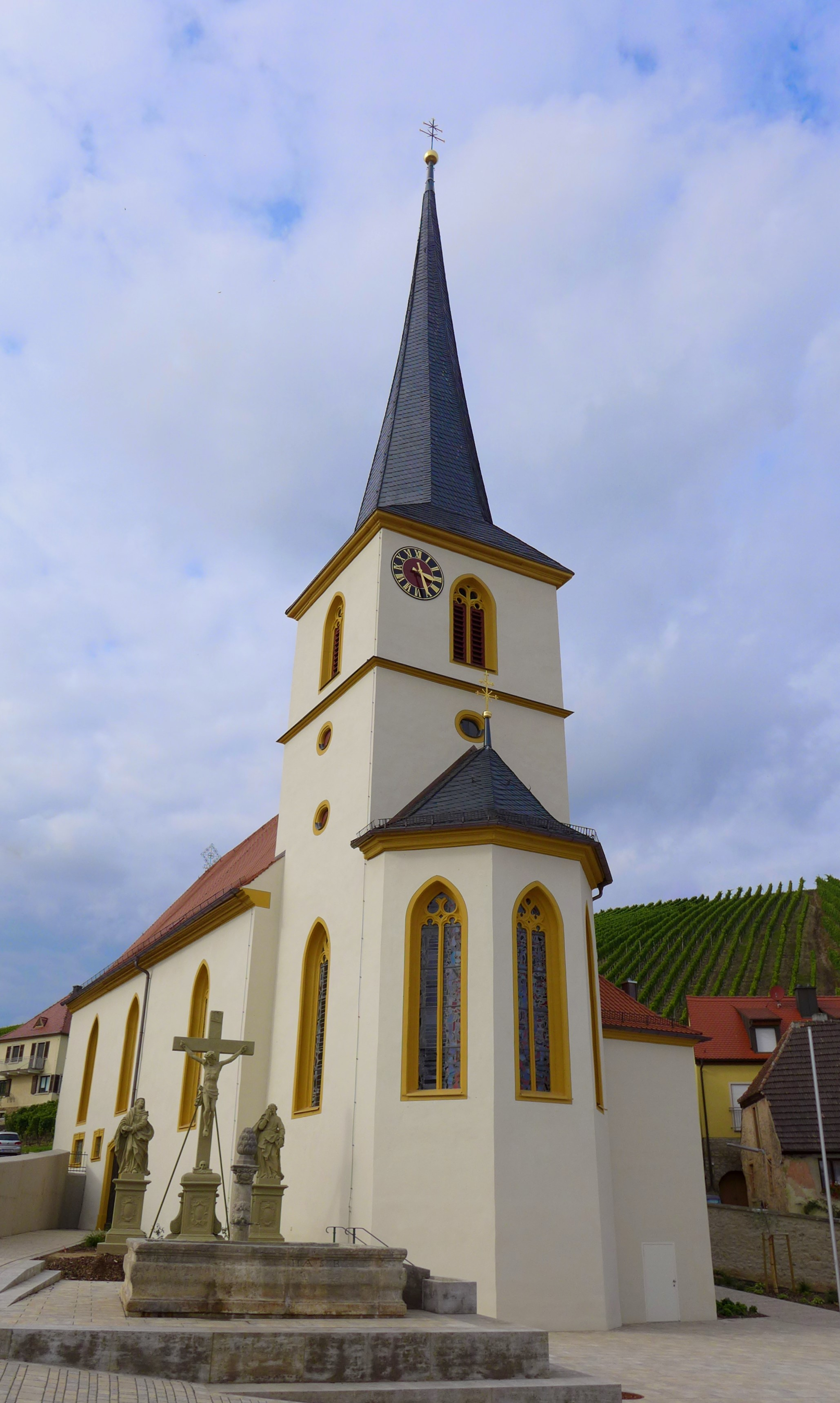
Die Kirche St. Johannes Baptist in Escherndorf

Die Kirche bildet den Mittelpunkt des Dorfes. Im 16. Jahrhundert wurde Escherndorf zu einer eigenständigen Pfarrei erhoben und war damit nicht länger Filiale der Bartholomäuskirche in Prosselsheim. Zuvor hatte bereits ein kleines Gotteshaus an derselben Stelle gestanden. Zu Beginn des 17. Jahrhunderts errichtete man das noch bestehende Gebäude mit einem typischen Julius-Echter-Turm. Im 18. Jahrhundert, 1775, erweiterte die Gemeinde das Langhaus der Kirche im Stile des Barock.
Die Altäre wurden während einiger Renovierungen im 20. Jahrhundert entfernt. Deshalb sind im Inneren nur wenige Ausstattungsstücke vorhanden. Älteste Elemente sind der Taufstein, ein Prozessions-Kruzifix und das Epitaph des ersten Escherndorfer Pfarrers aus dem 17. Jahrhundert. Daneben hat sich das Orgelprospekt von 1776 aus der Werkstatt des Schweinfurter Orgelbauers Johann Michael Voit erhalten.
Die Kreuzigungsgruppe in der Nähe der Pfarrkirche gehört ebenso zur Ausstattung des Gotteshauses. Teile dieser Figurengruppe stammen aus dem ehemaligen Friedhof, der ursprünglich an der Kirche lag. Die Assistenzfiguren kamen im 18. Jahrhundert aus der Werkstatt des Lukas Anton van der Auwera nach Escherndorf. Im Zuge der Dorferneuerung wurde die Kreuzigungsgruppe zu Beginn des 21. Jahrhunderts vor die Kirche umgesetzt, vorher stand sie auf der Nordseite des Gebäudes.

#### Lourdeskapelle
Die Lourdeskapelle am nördlichen Dorfrand geht auf das ausgehende 19. Jahrhundert zurück. Der Escherndorfer Jakob Neubauer kehrte von einer Pilgerreise aus Frankreich zurück und plante die neue Kapelle zum Anziehungspunkt für viele Pilger zu machen. Gegen den Widerstand des Ortspfarrers wurde die Kapelle 1892 errichtet. Im 20. Jahrhundert wurde sie zu einer Hochzeitskapelle umgebaut, wobei das Gebäude stark überformt wurde.
Die Lourdeskapelle präsentiert sich als kleiner Saalbau mit einem Satteldach und einem Dachreiter. Die eigentliche Lourdesgrotte, die der Kirche den Namen gab, befindet sich unterhalb der Kapelle im Südwesten der Anlage. Die Darstellung der Madonna von Lourdes steht in einer kleinen Felsnische, darunter, in einer größeren Höhle, befindet sich eine Skulptur des kreuztragenden Christus aus dem 18. Jahrhundert.

#### Privathäuser und Höfe
Neben den beiden Sakralbauten existieren in Escherndorf mehrere denkmalgeschützte Häuser. Als ältestes gilt das Pfarrhaus in der Pfarrgasse im Süden des Ortes, das aus dem Jahr 1659 stammt. Es handelt sich um einen zweigeschossigen Walmdachbau mit verputztem Fachwerkobergeschoss. Ein Giebelhaus in der Astheimer Straße stammt aus dem 17. bzw. 18. Jahrhundert und ist mit einer Ölberggruppe aus dem 18. Jahrhundert verziert. → siehe auch: Pfarrhaus (Escherndorf)
In der gleichen Zeit, wahrscheinlich in der zweiten Hälfte des 17. Jahrhunderts, entstand auch das Fachwerkhaus in seiner unmittelbaren Umgebung. Es ist ein zweigeschossiger, giebelständiger Satteldachbau. Ein Haus am Ortsrand, an der Straße An der Steige, stammt aus der Zeit um 1700. Es wurde mit Fachwerk errichtet und schließt mit einem Satteldach ab. Das Haus markiert die ursprüngliche Begrenzung der Bebauung von Escherndorf.
Äußerliche Ähnlichkeiten weisen vier Wohnhäuser an der Astheimer Straße und der Pfarrgasse auf, die im Verlauf des 18. Jahrhunderts entstanden. Sie wurden mit sogenannten Eckpilastern errichtet und deuten mit ihren teilweise geohrten Fensterrahmungen auf den wachsenden Wohlstand in der Gemeinde hin. Das Haus Astheimer Straße 6 ist außerdem mit zwei Hausfiguren, einer Immaculata und einem heiligen Johannes, verziert. Das benachbarte Gebäude besitzt nur eine Figur.
Am zentralen Dorfplatz befindet sich das Gasthaus zur Krone, das im 18. Jahrhundert entstand. Der eingeschossige Halbwalmdachbau mit Mansarde war in den darauffolgenden Jahrhunderten einigen Veränderungen unterworfen. Im Jahr 1934 wandelte man den Gasthof zum ersten bayerischen Gasthaus einer Winzergenossenschaft um. Im Jahr 2011 erfuhr der Bau eine umfassende Renovierung und er wird noch heute zur Bewirtung genutzt.
Jünger ist das Wohnhaus Astheimer Straße 21. Es handelt sich um einen zweigeschossigen Walmdachbau, der um 1800 errichtet wurde. Charakteristisch sind die Wandmalereien zwischen den Geschossen. Sie zeigen Heilige und entstanden um 1900. In der Bocksbeutelstraße befindet sich ein zweigeschossiges Bruchsteinhaus, ein Walmdachbau mit Hausteingliederungen zur Verzierung.

#### Bildstöcke und Kleindenkmäler

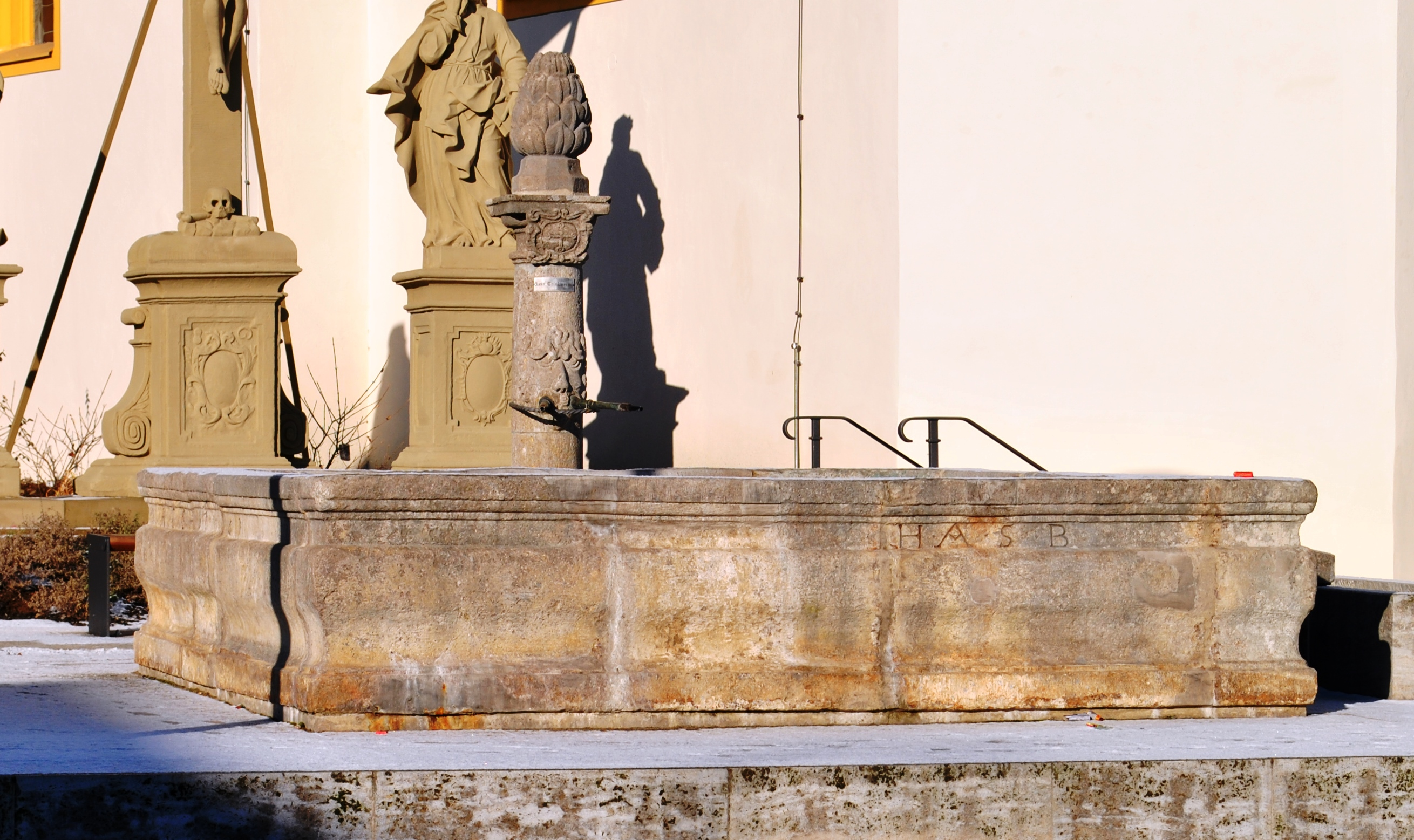
Der Dorfbrunnen auf dem zentralen Platz

Der Brunnenturm mit Zeltdach in der Astheimer Straße entstand bereits im Spätmittelalter und im Jahr 1653 der Kreuzigungsbildstock in der gleichen Straße. Er zeigt in seinem Aufsatz die Kreuzigung Christi, an den Schmalseiten trägt er die Figuren Johannes des Täufers (links) und des Drachentöters Georg (rechts). Er wurde im Jahr 2014 an eine Hauswand versetzt.
Ein weiterer Bildstock aus dem 17. Jahrhundert mit der Kreuzigung steht in den Weinbergen um das Dorf. Er wurde 1677 am Fürstenberg aufgestellt und 1871 erneuert. Von einem weiteren Bildstock mit der Kreuzigung hat sich nur der Aufsatz an einer Hauswand in der Astheimer Straße erhalten. Noch 1960 war die Marter komplett. Ihr reiches Blütenornament ist typisch für das ausgehende 17. Jahrhundert.
Aus dem Jahr 1750 stammt am westlichen Ortsrand in der Bocksbeutelstraße ein Bildstock mit der Pietà im Aufsatz. Er wurde 1977 erneuert. In die Mitte des 18. Jahrhunderts datiert der Dorfbrunnen am zentralen Platz. Sein Becken hat eine ausladende Brüstung mit Platz zum Abstellen von Gefäßen. Die Verzierung der Säule mit einer Maske und einem ornamentierten Schild ist typisch für die Zeit des Rokoko.
Unterhalb der Vogelsburg hat sich ein Kreuzigungsbildstock aus dem Jahre 1761 erhalten, ein weiterer in den Weinbergen an der Escherndorfer Steige ist unbekannten Datums. Hausfiguren in der Astheimer Straße bzw. Bocksbeutelstraße lassen die Immaculata, die Himmelskönigin erkennen. Sie entstanden im 18. Jahrhundert und deuten auf die Prosperität dieser Zeit hin.
Unterhalb der Vogelsburg, gegenüber dem Gasthof zur Mainaussicht, steht ein sogenannter Kreuzschlepper. Die Figur entstand im 18. Jahrhundert. Neben Christus unter dem Kreuz, auf zwei Säulen thronend, ist die heilige Veronika dargestellt. Eine Relieftafel von 1814 wurde vom Amt für Denkmalpflege nicht nachqualifiziert. Einige Hausfiguren aus der Mitte des 19. Jahrhunderts und ein Weinbergsrelief der Madonna verweisen auf die Volksfrömmigkeit späterer Zeit.

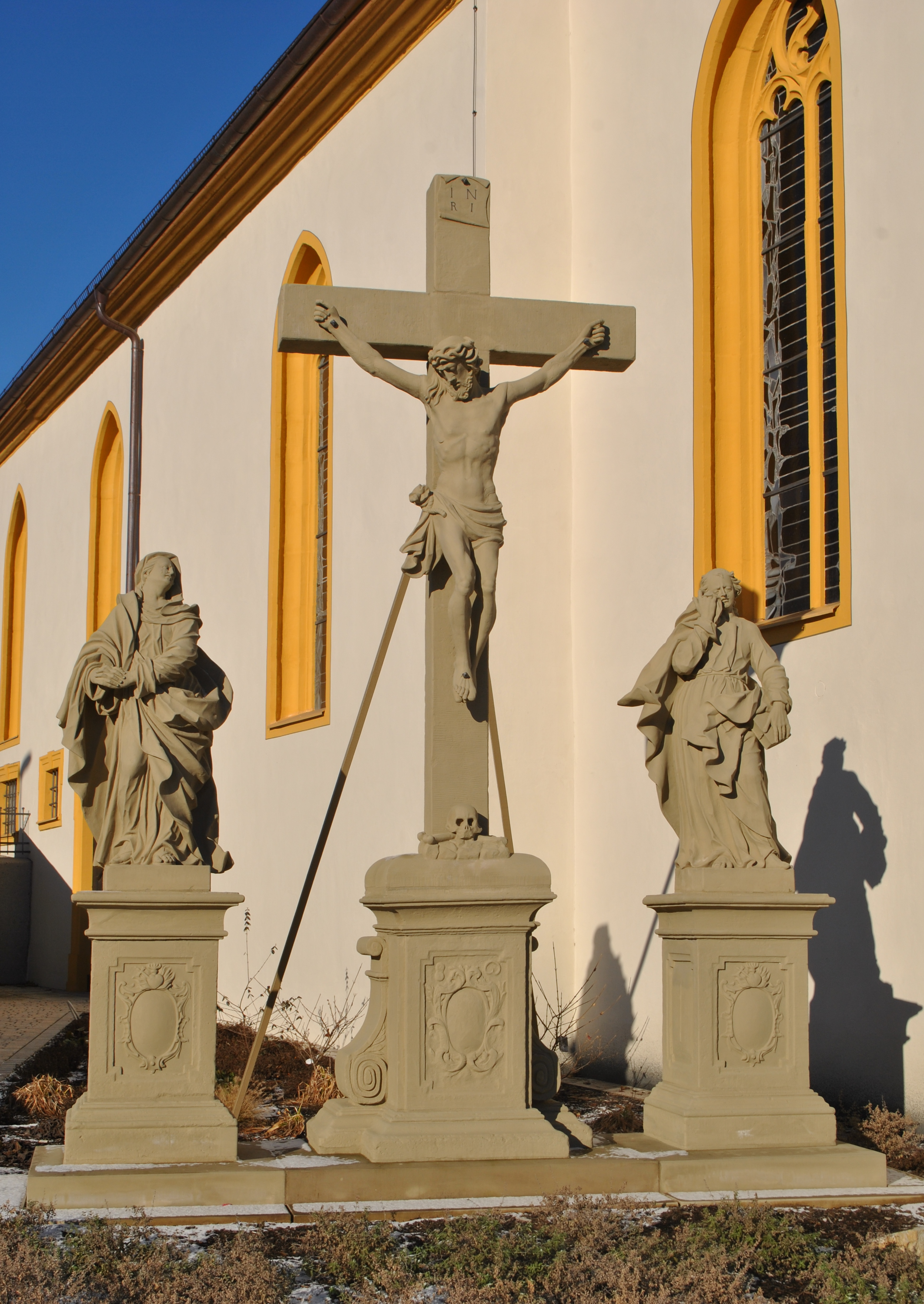
Die Kreuzigungsgruppe vor der Kirche
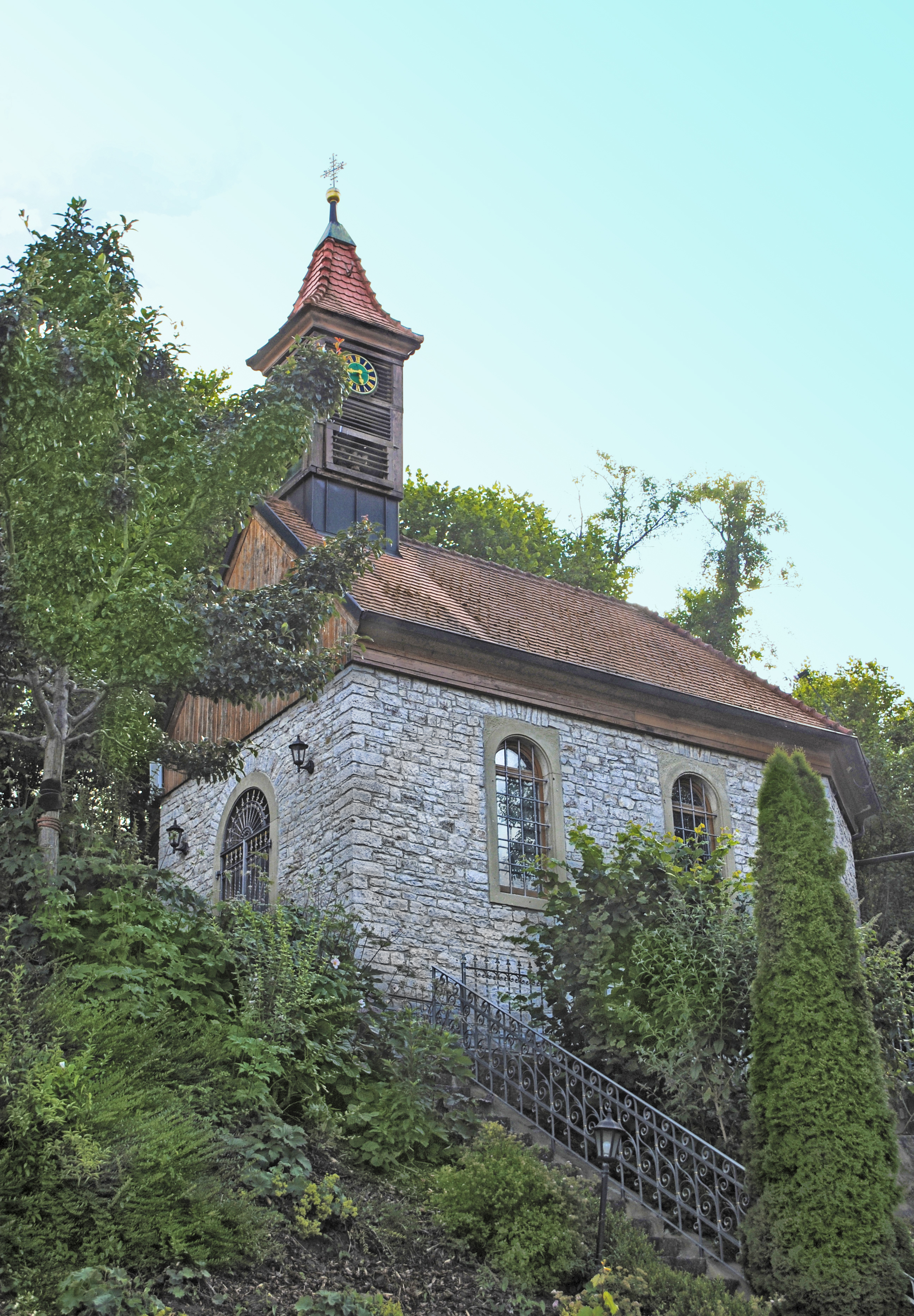
Die Lourdeskapelle am Ortsrand
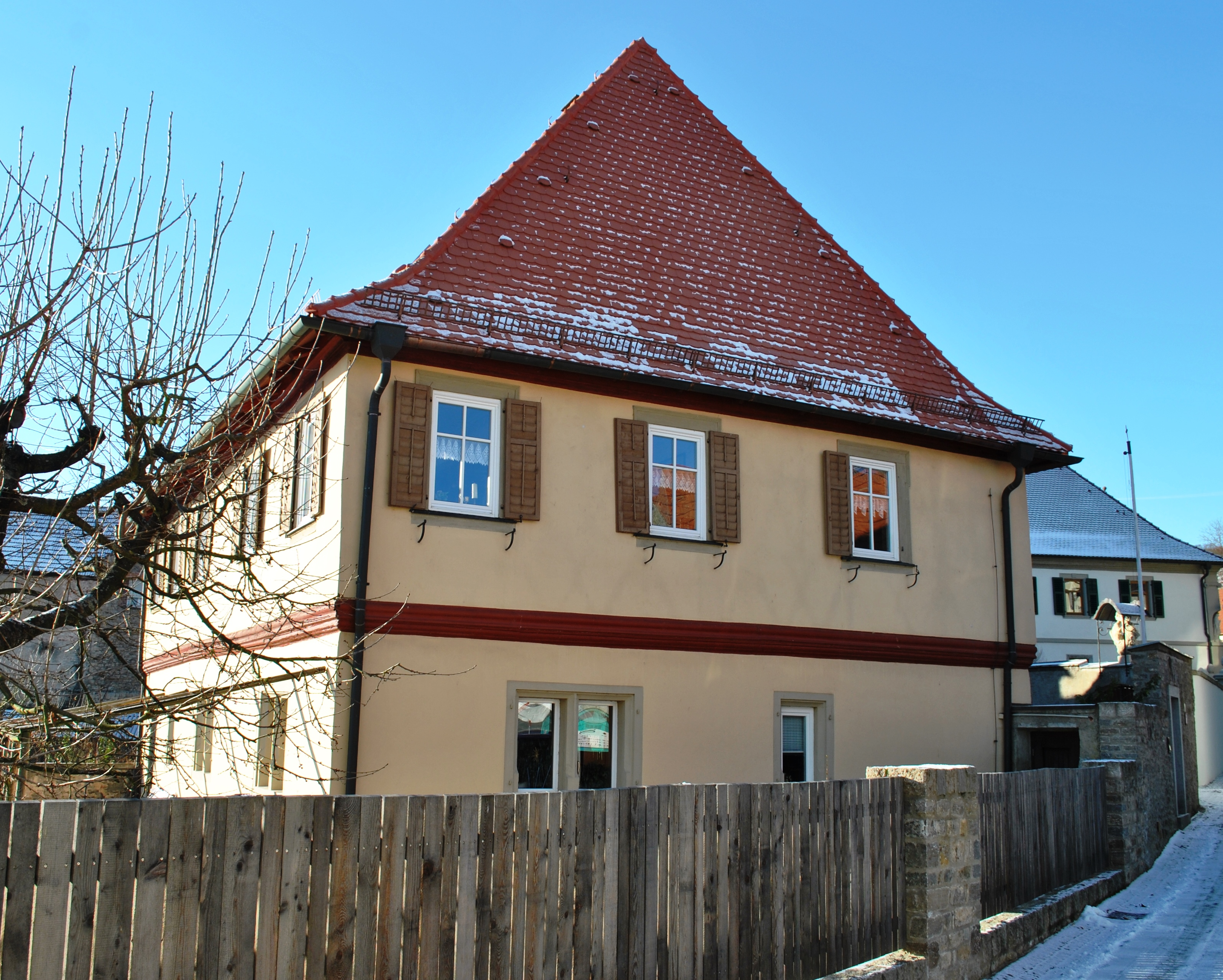
Das Pfarrhaus im Süden des Dorfes
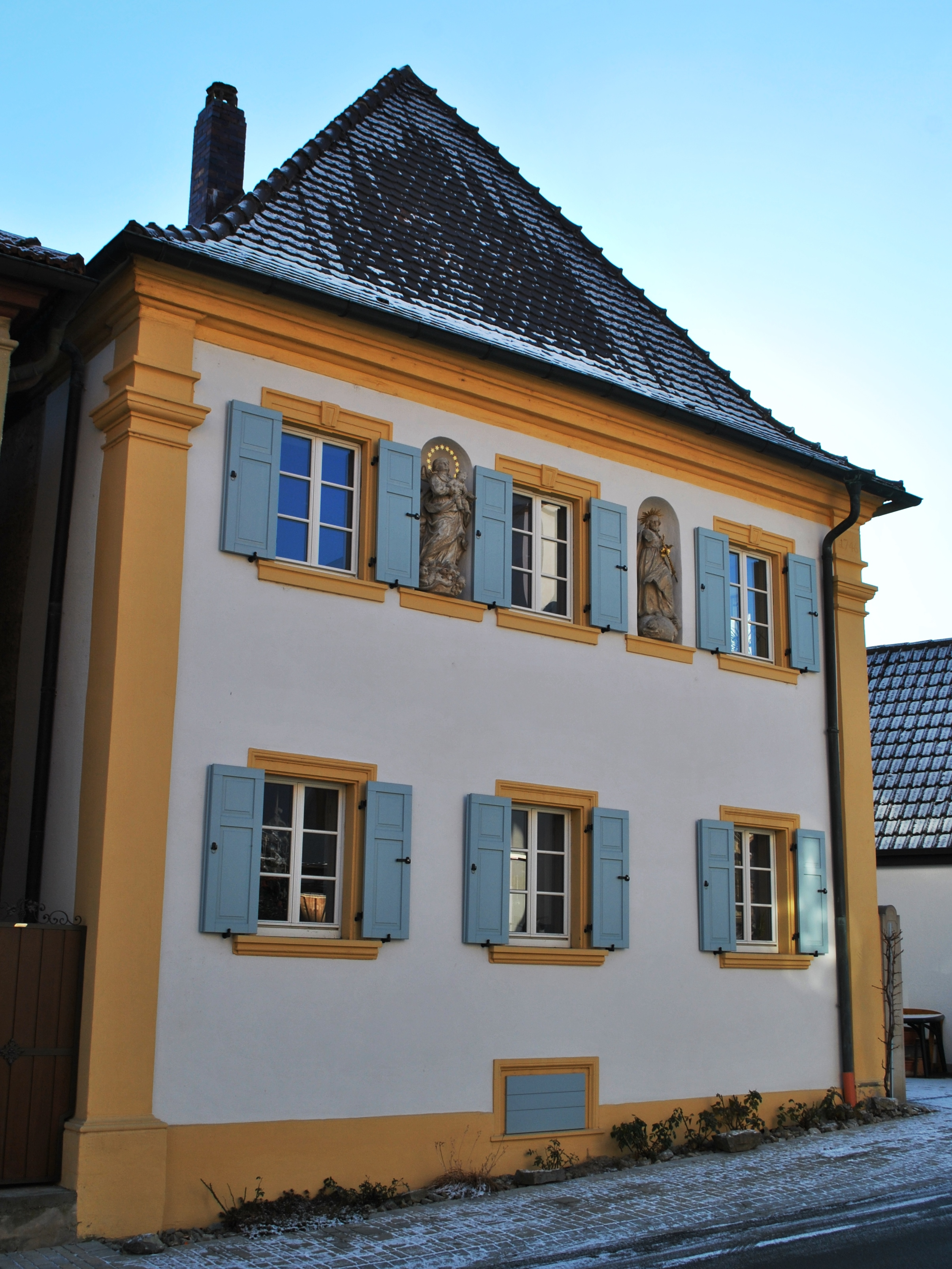
Das barocke Haus in der Astheimer Straße 6
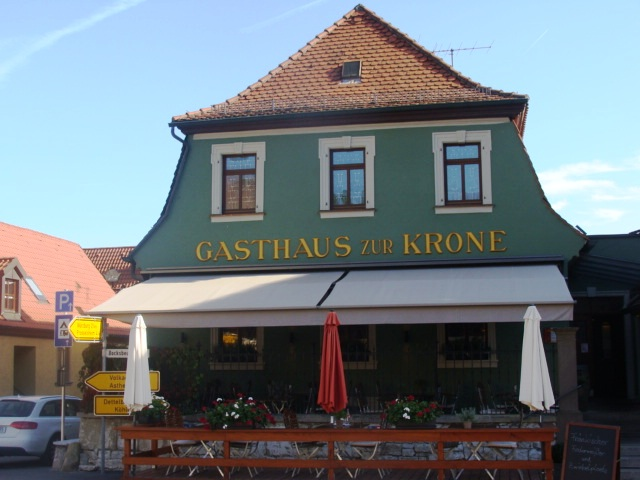
Das Gasthaus zur Krone
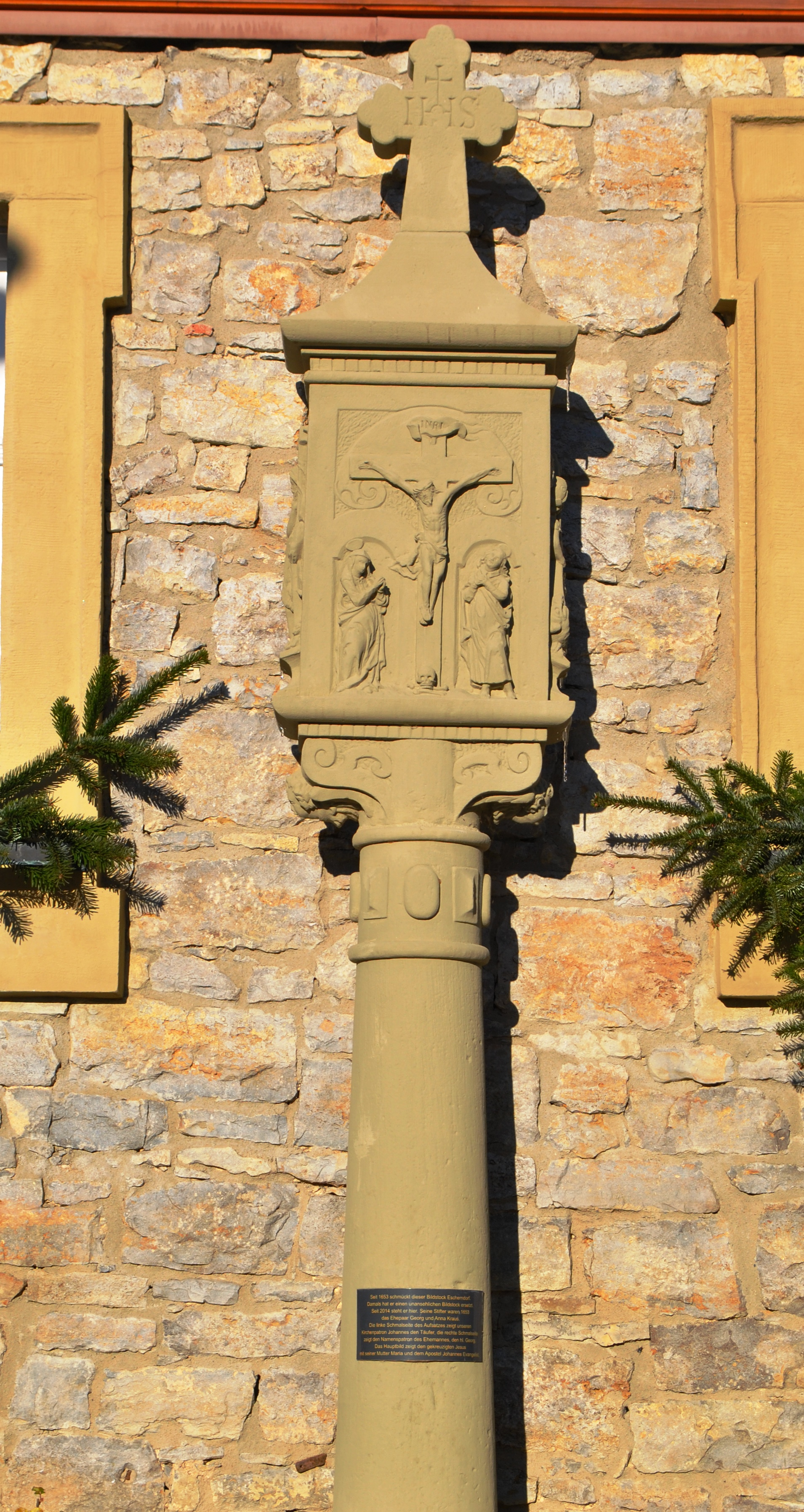
Der Bildstock von 1653
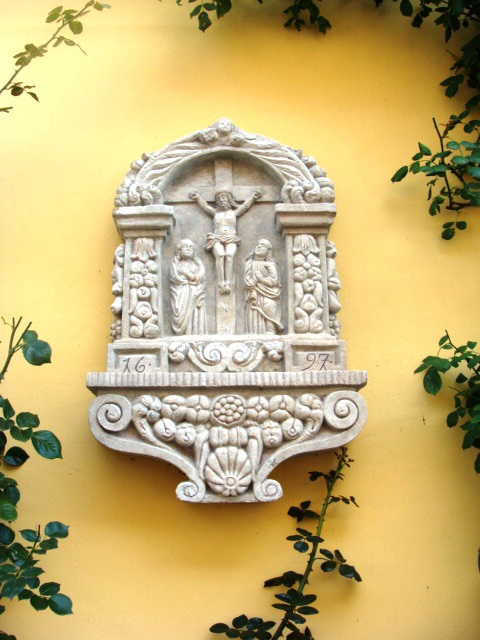
Das Sandsteinrelief der Kreuzigung

### Kloster Vogelsburg
Obwohl die Vogelsburg ein eigener Ortsteil von Volkach ist, liegt die ehemalige Klosteranlage auf Escherndorfer Gemarkung. Das Kloster bildet einen der Anlaufpunkte für die Touristen, die Escherndorf besuchen und ist mit dem Dorf durch einen steilen Treppenaufgang verbunden. Das Gelände war in der Vergangenheit eines der ersten besiedelten Gebiete in der Umgebung.
Im Jahr 1282 gründete der Adelige Hermann I. zu Castell auf dem Areal der früheren Burg ein Karmeliterkloster, den Gottesberg (lat. Mons Dei). Die Mönche, die den Berg besiedelten, erhielten nicht viele Güter von ihrem Stifter und mussten in der Folgezeit mit den anderen Grundherren an der Mainschleife konkurrieren. Nachdem das Kloster Vogelsburg 1525 von den Bauern der Umgegend geplündert worden war, erlosch das monastische Leben auf dem Berg bis 1545.
Im 19. Jahrhundert kamen die Gebäude des Klosters in private Hände. Nachdem der Ausflugstourismus im Laufe des Jahrhunderts weiter zugenommen hatte, wandelte man die Anlage in ein Ausflugslokal mit Gaststätte um, auch ein Haltepunkt der Mainschleifenbahn bestand kurzzeitig. Nach einer umfassenden Renovierung zu Beginn des 21. Jahrhunderts erhielt die Stiftung Juliusspital Würzburg die Klosteranlage.

### Mainschleifenbahn

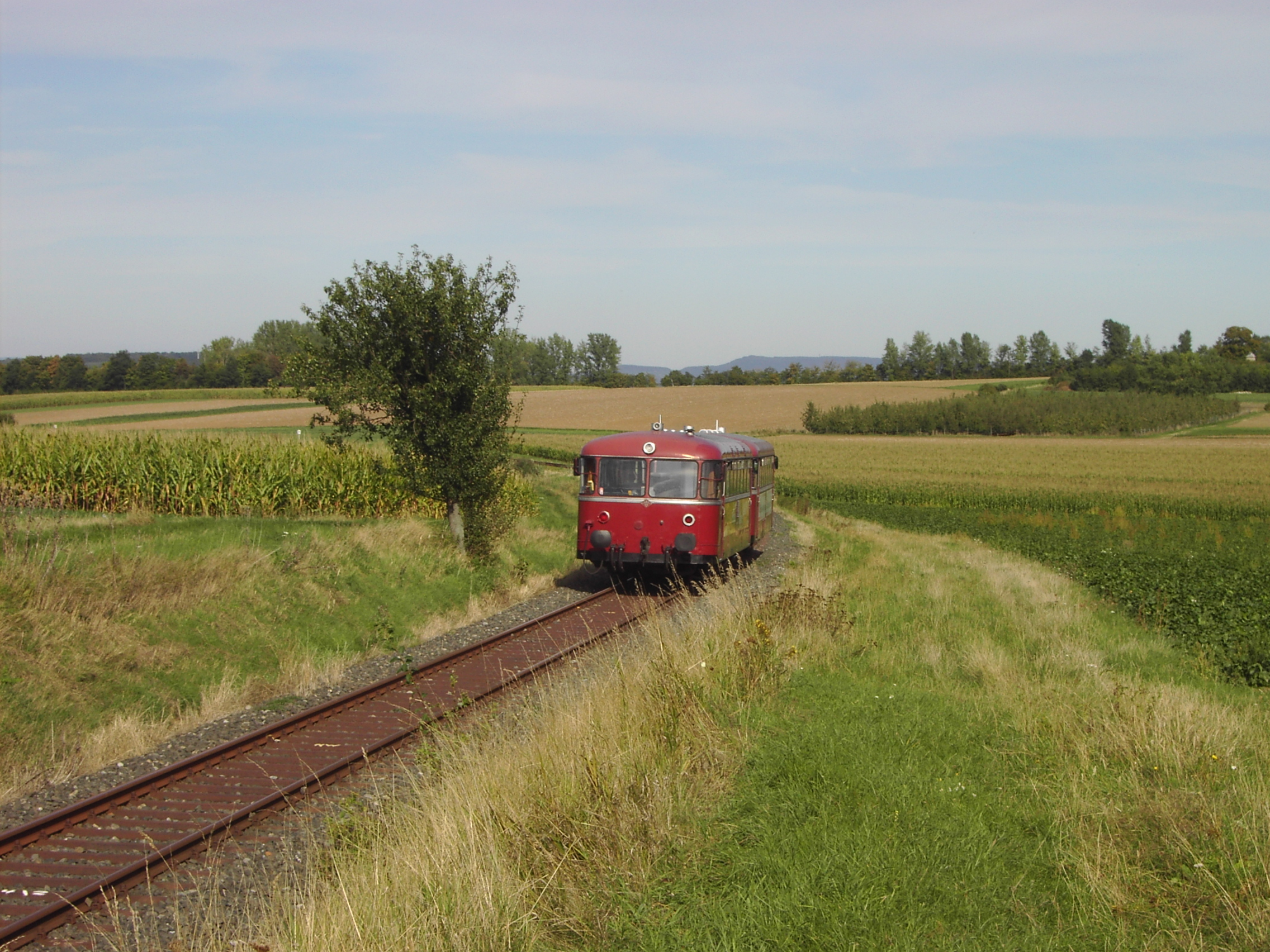
Der Schienenbus der Mainschleifenbahn

Escherndorf hat mit dem Haltepunkt Escherndorf außerhalb der bebauten Fläche am Gemarkungsrand eine Haltestelle an der Mainschleifenbahn. Die bayerische Nebenbahn entstand zu Beginn des 20. Jahrhunderts, zwischen 1907 und 1909. Am 14. Februar wurde sie eröffnet. Die Bahn überquerte damals noch die Volkacher Mainbrücke und endete am Bahnhof in Volkach.
Nachdem 1991 ein letzter Güterzug die Strecke passiert hatte, wurde sie stillgelegt. Eine Interessengemeinschaft sorgte dafür, dass im Jahr 2003 die Mainschleifenbahn für den Ausflugs- und Sonderverkehr wiedereröffnet wurde. Seitdem verkehrt die Bahn an Wochenenden und Feiertagen zwischen Astheim und Seligenstadt bei Würzburg. Am Haltepunkt Escherndorf wird über das Naturschutzgebiet Mainhang an der Vogelsburg informiert.
Als Fahrzeug dient der Bahn ein Schienenbus-Zug, der aus einem Triebwagen und einem Steuerwagen mit Fahrradabteil besteht. Die Strecke ist auf ihrer gesamten Länge eingleisig und nicht elektrifiziert. An der Strecke existieren 16 schienengleiche Bahnübergänge, von denen vier technisch gesichert sind. Weitere Haltepunkte der Mainschleifenbahn sind Seligenstadt, Prosselsheim, Eisenheim und Astheim.

### Regelmäßige Veranstaltungen
Die Pfarrgemeinde Escherndorf ist eine der ersten, die eine Wallfahrt nach Maria im Sand veranstaltete. Bereits seit 1506 ziehen die Gläubigen über Köhler und Neuses am Berg nach Dettelbach. Nach einigen Datumsverschiebungen wird die Wallfahrt heute am ersten Sonntag im Mai ausgerichtet. Im 19. Jahrhundert fand sie immer am 30. August statt. Das Wallfahrtsbild mit der Pietà entstand 1997 und wurde von Martin Friedrich gestaltet. Die Menschen aus dem nahegelegenen Köhler beteiligen sich an der Wallfahrt.
Weitere regelmäßige Veranstaltungen prägen den Jahresablauf in Escherndorf. Viele dieser Feste gehen auf ältere Traditionen der Winzer zurück. Nach dem Zweiten Weltkrieg wurden einige der Bräuche wiederbelebt, um vermehrt Touristen nach Escherndorf zu ziehen. Ab 1953 lebte die Feier zum Einbringen der letzten Fuhre während der Weinlese wieder auf, einige Jahre zuvor hatten zu Beginn der Lese noch die Kirchenglocken geläutet.
Heute bemüht sich Escherndorf, die Mainschleifenregion touristisch aufzuwerten. So findet am ersten Wochenende im August das sogenannte Lump-Weinfest statt. Anders als bei vielen anderen solcher Feste stehen die Bänke direkt im Weinberg, seit 1975 organisiert die Lump-Jugend das Fest. Neuer ist der Escherndorfer Weinherbst. In jeweils zwei Wochenenden im September, Oktober und November wird ein Weinfest in einer Halle gefeiert.

## Wirtschaft und Infrastruktur

### Wirtschaft
| VDP-Weingüter in Escherndorf |
| ---------------------------- |
| Weingut Egon Schäffer        |
| Weingut Horst Sauer          |
| Weingut Michael Fröhlich     |
| Weingut Rainer Sauer         |

Das Dorf Escherndorf lebte bereits seit dem frühen Mittelalter ausschließlich vom Weinbau und gilt bis heute als reines Weinbauerndorf. Im Jahr 1056 ist bereits ein sogenannter Jahrhundertwein in Escherndorf überliefert. Die Bevölkerung spezialisierte sich im Laufe der Jahrhunderte auf die Bewirtschaftung der steilen Lagen um das Dorf. Die Töchter mussten beispielsweise mit Dungbutten die Berge erklimmen, um die vom Regen abgetragene Erde um die Weinstöcke neu zu verteilen.
Im Jahr 1687 wies Escherndorf insgesamt etwa 60 Weinlagen auf, die um den Ort angeordnet waren. Darunter waren die sogenannten „guten“ Lagen Lump, Hengstberg, Eulengrube, Bergsteige und Medeberch, sowie weitere Lagen, die weniger gute Weine hervorbrachten. Nach einer umfassenden Weinbergsbereinigung im Jahr 1914 entstanden die Großlagen Lump, Fürstenberg, Berg, Kirchberg, Eulengrube und Hengstberg. Im Jahr 1970 reduzierten sich die Lagen auf den Escherndorfer Lump, den Escherndorfer Berg und den Escherndorfer Fürstenberg.
Seit dem 19. Jahrhundert etablierte sich der Wein- und Kulturtourismus an der Mainschleife. Die Weinkultur wurde, in Verbindung mit der typischen Topographie und den erhaltenen Kulturgütern, zusehends für Auswärtige vermarktet. Heute finden regelmäßige Weinbergsführungen mit Verkostung in Escherndorf statt. Dafür wurde ein Rebsortenlehrpfad angelegt. Viele Weingüter im Ort bieten außerdem Ferienwohnungen an. Am Mainufer besteht ein Campingplatz, mehrere Gasthäuser liegen im Ort selbst.
Ein weiterer Wirtschaftsfaktor in Escherndorf sind die Weinbaubetriebe selbst. In dem kleinen Ort existieren über 15 Weingüter, davon gehören die vier Weingüter Michael Fröhlich, Egon Schäffer, Rainer Sauer und Horst Sauer dem Verband Deutscher Prädikatsweingüter (VDP) an. Escherndorf ist Teil der Raiffeisenbank Volkacher Mainschleife - Wiesentheid. Die Genossenschaftsbank unterhält eine Filiale im Ort, die mit einem Bankautomaten ausgestattet ist.
| Weinlage    | Größe 1851 | Größe 1993 | Himmelsrichtung | Hangneigung | Hauptrebsorten                     | Großlage            |
| ----------- | ---------- | ---------- | --------------- | ----------- | ---------------------------------- | ------------------- |
| Berg        | unbekannt  | 32,0 ha    | Süden           | 30 %        | Müller-Thurgau                     | Volkacher Kirchberg |
| Fürstenberg | unbekannt  | 85,0 ha    | Osten, Südosten | 30–50 %     | Müller-Thurgau, Silvaner           | Volkacher Kirchberg |
| Lump        | 0,6 ha     | 45,0 ha    | Süden           | 40–60 %     | Silvaner, Müller-Thurgau, Riesling | Volkacher Kirchberg |

### Verkehr

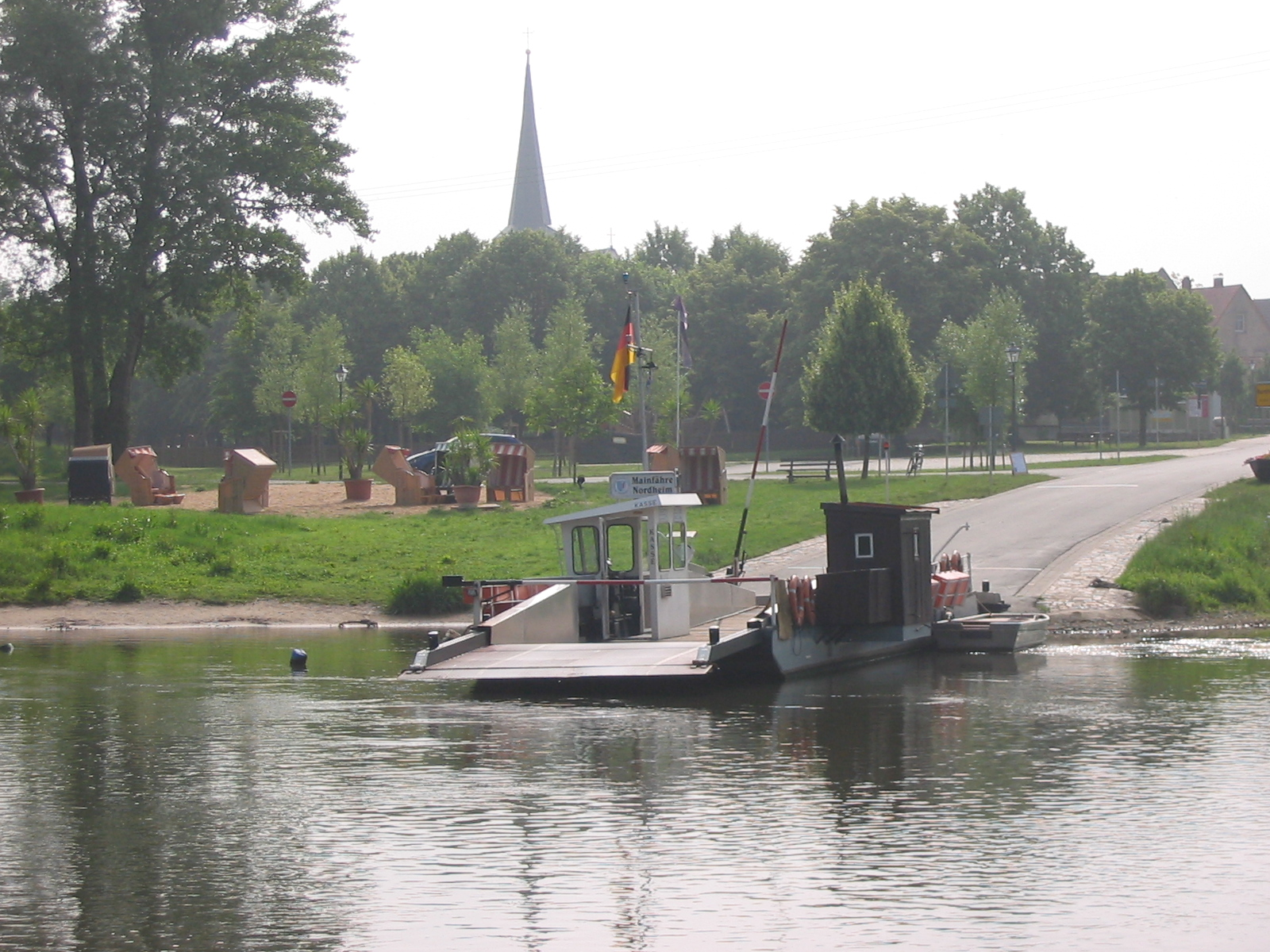
Die Mainfähre Nordheim am Main von der Escherndorfer Seite gesehen

Escherndorf war ab dem 8. Jahrhundert ein wichtiger Verkehrsknoten an der Mainschleife. Hier leitete eine Mainfurt in Richtung Nordheim am Main über. Sie vermittelte zwischen den Herrschaftsgebieten des Bischofs von Würzburg und dem des würzburgischen Eigenklosters Münsterschwarzach. Im Jahr 1473 wurde dann erstmals die Mainfähre in Nordheim erwähnt. Die Fähre war dem Abt von Münsterschwarzach unterstellt, weshalb die Escherndorfer für die Überfahrt zu zahlen hatten.
Mit dem Bau des Mainkanals zwischen Volkach und Gerlachshausen in den 1950er Jahren wurde Escherndorf vom regulären Schiffsverkehr auf dem Main abgeschnitten und liegt seitdem lediglich noch am sogenannten „Altmain“, der nur für die Kleinschifffahrt geöffnet ist. Die Fähre blieb bestehen und bildet noch heute eine wichtige Verkehrsverbindung im nördlichen Landkreis Kitzingen, allerdings wird sie zunehmend als touristische Attraktion betrieben.
Ebenso wird heute die Mainschleifenbahn als Nebenbahn für Ausflügler betrieben; sie verkehrt an den Wochenenden zwischen Astheim und Seligenstadt bei Würzburg. 1909 war sie aus wirtschaftlichen Gründen eingerichtet worden: Die Winzer der Mainschleife erschlossen sich über den Bahnanschluss neue Absatzmärkte. Escherndorf erhielt einen eigenen Haltepunkt, der allerdings außerhalb des Dorfes auf dem Bergrücken des Escherndorfer Berges lag.
Auf der Escherndorfer Gemarkung verläuft die Staatsstraße St 2260, auch sie berührt lediglich den Escherndorfer Berg am Rande des Dorfes. Von ihr zweigt die Kreisstraße KT 30 ab, die von Norden nach Süden durch den Ort in Richtung Mainfähre verläuft. Die Straße kreuzt inmitten des Dorfes die Kreisstraße KT 31, welche von Köhler im Westen kommend nach Astheim im Osten verläuft. Im Ort wird die Kreisstraße 31 Bocksbeutelstraße bzw. Astheimer Straße genannt. Die Kreisstraße 30 heißt An der Steige bzw. An der Güß.
Zentral im Ortskern findet sich eine Bushaltestelle, außerdem wird das Gasthaus Mainaussicht außerhalb des Dorfes angefahren. Die Linie 8105 (Volkach-Kürnach-Würzburg) des Verkehrsverbunds Nahverkehr Mainfranken fährt das Dorf ebenso an, wie die Linie 8163 (Würzburg-Volkach-Ebrach). Während der Weinfestsaison zwischen Mai und Oktober verkehrt zusätzlich das sogenannte Mainschleifenshuttle zwischen den Gemeinden um Volkach und fährt auch Escherndorf an.

### Bildung
Eine Schule ist in Escherndorf erstmals im 17. Jahrhundert nachgewiesen. Im Zuge der Anstrengungen, das Dorf wieder zum katholischen Glauben zurückzubringen, ließ Fürstbischof Julius Echter von Mespelbrunn hier ein Schulhaus erbauen. Während der schwedischen Besatzungszeit im Dreißigjährigen Krieg wurde der evangelische Schulmeister Nikolaus Pfeffinger eingesetzt. Er war gleichzeitig Gemeindeschreiber, musste bei Feuer die Glocken läuten und zog die Kirchenuhr regelmäßig auf.
| Name                  | Erwähnt   |
| Michael Schüppert     | vor 1896  |
| Gebhard Anton Brugger | 1901–1927 |
| Richard Brugger       | ab 1927   |
| Josef Willmann        | vor 1947  |
| Richard Schiffer      | vor 1959  |

Im 19. Jahrhundert errichtete die Gemeinde im Zuge des Anwachsens der Schülerzahlen ein neues Schul- und Rathaus vor der Johanneskirche und man riss den Renaissancebau Echters ab. Seit 1930 besuchten auch die Kinder aus Köhler die Escherndorfer Schule. Vermutlich im Jahr 1969 wurden die Escherndorfer Schüler dem Schulsprengel Volkach zugeordnet und fortan auch in der Stadt unterrichtet. Nach der Auflösung der Gemeinde selbst stand das Schulhaus leer und wurde im Jahr 2012 für die Erweiterung des Dorfplatzes abgerissen. Der Dorfkindergarten wurde im 21. Jahrhundert aufgelöst. Er hatte seit 1920 im Haus Nr. 40, in der heutigen Astheimer Straße bestanden.
Die grundlegende Bildung wird von der Volksschule Volkach geleistet, in deren Sprengel sich Escherndorf seit 1969 befindet. Unter diesem Namen wurden Grund- und Mittelschule im nahen Volkach zusammengefasst. Schüler und Schülerinnen können hier den Qualifizierenden Hauptschulabschluss und, über den sogenannten M-Zweig, die Mittlere Reife absolvieren. Außerschulische Bildung wird von der Volkshochschule Volkach geleistet.
Die höhere Schulbildung erfolgt ebenfalls in Volkach. Hier ist eine Mädchenrealschule beheimatet. Zusätzlich befindet sich im Volkacher Ortsteil Gaibach mit dem Franken-Landschulheim Schloss Gaibach ein Gymnasium mit Realschule und Internat. Das Steigerwald-Landschulheim in Wiesentheid liegt ebenso in der Nähe Escherndorfs. Außerdem können die Schüler und Schülerinnen das private Klostergymnasium in Münsterschwarzach besuchen.

### Vereine und Verbände
Escherndorf weist trotz seiner relativ geringen Größe eine Vielzahl an Vereinen auf. Ältester dieser Vereinigungen ist die Freiwillige Feuerwehr Escherndorf, die heute zusätzlich in einem Feuerwehrverein organisiert ist. Die Feuerwehr wurde bereits im Jahr 1873 gegründet. Heute ist sie Teil des Kreisfeuerwehrverbandes Kitzingen. Die Escherndorfer Feuerwehr unterhält ein Löschgruppenfahrzeug (LF 8 ohne THL), im Feuerwehrhaus An der Güß. Derzeitiger Kommandant ist Michael Neubert.
Des Weiteren existiert im Dorf die DJK Escherndorf als eingetragener Verein. Der Sportverein unterhält einen kleinen Sportplatz am Main. In einem Seniorenkreis organisieren sich die Alten des Dorfes. Alle anderen Vereine sind wegen des Weinbaus im Dorf entstanden. Der Escherndorfer Weinherbst e. V. organisiert das herbstliche Weinfest, die Lumpjugend ist seit 1975 für das sommerliche Pendant zuständig. Außerdem besteht der Wein- und Tourismusverein Escherndorf/Köhler.

## Persönlichkeiten

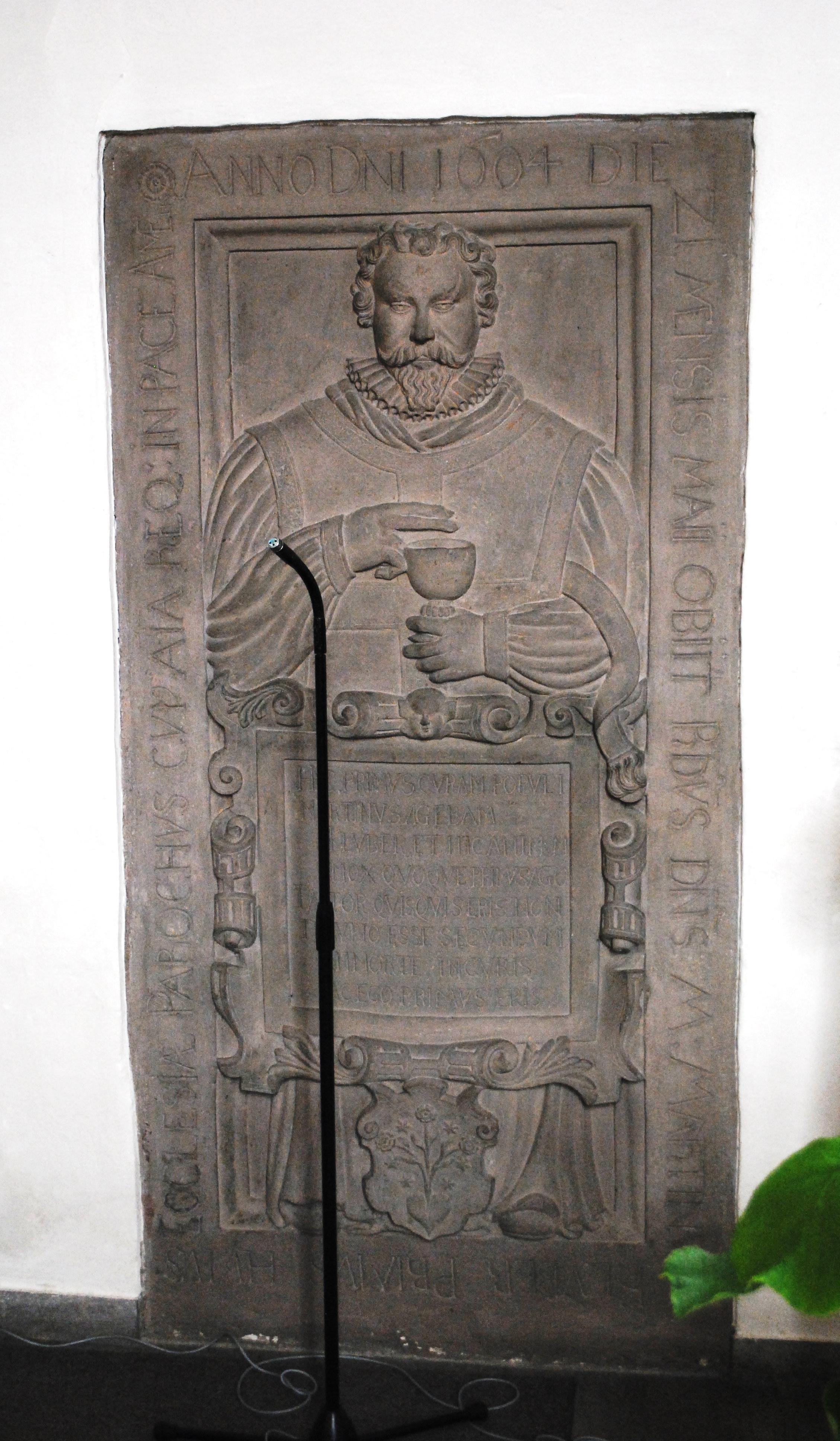
Das Epitaph des Marin Kluber

Älteste überlieferte Persönlichkeiten entstammen der Familie Escherich, auf deren Name wohl der Ortsname Escherndorf zurückgeht. So ist ein Fritz Escherich (gen. 1402–1436) im 15. Jahrhundert in Volkach bezeugt. Er war Schultheiß für den Grafen Wilhelm II. zu Castell und floh 1436 aus der Stadt. Die Kinder des Fritz, Endres, Jörg, Kaspar und Barbara Escherich sind lediglich dem Namen nach überliefert. Die Tochter Barbara war mit dem Volkacher Hans Siglin verheiratet.
Besonders bedeutsam für die Ortsgeschichte waren die katholischen Pfarrer der Johanneskirche. Erster dieser Personen war Martin Kluber († 1604), dessen Epitaph sich in der Pfarrkirche erhalten hat. Pfarrer Andreas Friedrich (* in Röttingen) veröffentlichte im 18. Jahrhundert mehrere Aufsätze über Escherndorf und inszenierte hierin seine Gemeinde als Frankens bedeutsamsten Weinbauort. Friedrich kam 1795 nach Escherndorf, seine Lebensdaten sind nicht überliefert. Johann Kaspar Borst (* 1812; † ????) war Landtagsabgeordneter aus Escherndorf.
Nach dem Zweiten Weltkrieg etablierte sich in der Weinbauregion die Krönung der Fränkischen Weinkönigin, die den Wein für ein Jahr repräsentieren sollte. Aus Escherndorf kamen die Repräsentantinnen des Weines häufig. Im Jahr 1968 wurde Christina „Christl“ Sauer Fränkische Weinkönigin, 1977 erhielt Monika Lindner den Titel. Mit Sandra Sauer ging der Titel 1999 wiederum nach Escherndorf. Im Jahr 2005 war Eva Steindorf Fränkische Weinkönigin.